# Левінські (герб)
Левінські (Левінські, Ройк-Левінські, Лев відмінний; пол. Lewiński, Lewiński IV, Rojk-Lewiński, Royk-Lewiński, Lewinski, Lew odmienny) - шляхетний герб кашубського походження. Герб вживався родиною Левінських з прізвиськом Ройк. Герб є підвидом герба Лев.

## Опис герба
Герб відомий щонайменше у двох варіантах. Описи, що використовують класичні принципи блазонування:
Левінські IV: У червоному полі здиблений срібний лев, що тримає такий же меч. Клейнод: над коронованим шоломом три червоні страусині пір’їни: срібна між червоних. Червоний намет, підбитий сріблом.
Левінські IVa: У полі здиблений лев із шаблею у лапі. Кольори невідомі.
Левінські IVb: У полі здиблений лев, що тримає жердину. Клейнод: п’ять страусових пір’їн над шоломом без вінця. Є намет. Кольори невідомі.

## Найдавніші записи
Герб, відомий з печатки капітана Крістіана фон Левінського від 1790 р. (Варіант IVa) та згадуваний у "Nowym Siebmacherze" без жодних кольорів (варіант IVb, Der Adel des Königreichs Preußen, 1906). Кольорова версія герба - це його реконструкція з Genealogisches Handbuch des Adels, 1989 рік.

## Рід Левінських (герба Лев відмінний)
У 1570 р., Окрім Левінського герба Брохвич III, у Левіні згадується Ройков, який згодом також використовував прізвище Левінський. У 1605 році був відзначений Матіяш Ройк Левінський, син Зігфріда Ройка, одного з ройків, згаданих 1570 року. Сім'я Левінських була типовою кашубською родиною, з численними гілками в селах, прилеглих до гніздового села. У XVIII ст. члени родини займали кілька земельних урядів. До них належать, серед іншого Марцин Левінський, бурграв та міський регент Лемборка у 1740-57 рр., Францішек Левінський, міський писар Лемборка в 1735-45 рр., міщанин Лемборк-Битув у 1752 р. Члени родини також служили в прусській армії, такі як Ян Юзеф Левінський (1745-1813), капітан та його сини та онуки, серед яких були генерали. Один із них, Фріц-Еріх фон Левінський, був прийнятий у 1900 році дядьком Густава та Гедвіга фон Манштейна, що було пов’язано зі зміною герба (герб родини Ройк-Левінських був прикріплений до колони з гербом родини фон Манштейн) та імена. Пізніше усиновлена особа написала себе як Еріх фон Манштейн.

## Геральдичний рід
Левінські (Lewiński, Lewinski) з прізвищем Ройк (Rojk, Rogik, Roik, Royk).
Інші Левінські, що походять з того ж села, використовували герб Левінські (Бровіч III відмінний).